# Ricardo Ezzati Andrello
Ricardo Ezzati Andrello S.D.B. (nascut el 7 de gener de 1942) és un cardenal catòlic xilè d'ascendència italiana. És l'actual Arquebisbe de Santiago de Xile i Primat de Xile, des del seu nomenament pel Papa Benet XVI el 15 de desembre de 2010. Anteriorment va servir com a arquebisbe de Concepción. Va ser elevat al Col·legi cardenalici pel Papa Francesc al consistori del 22 de febrer de 2014.

## Biografia
Ezzati Andrello va néixer a Campiglia Berici, Vicenza (Itàlia). Arribà a Xile el 1959. Ingressà al noviciat dels salesians a Quilpué, a Valparaíso, on estudià filosofia a la Universitat Catòlica de Valparaíso i teologia a la Pontifícia Universitat Salesiana de Roma, on va obtenir la llicenciatura. El 30 de desembre de 1966 va pronunciar els seus vots definitius com a salesià, sent ordenat prevere de l'orde salesià el 18 de març de 1970. Després de la seva ordenació rebé una llicenciatura a l'Institut de Pastoral Catequètica d'Estrasburg i el títol de professor de religió i filosofia per la Universitat Catòlica de Valparaíso.
Com a prevere salesià ocupà els càrrec següents: director del Ministeri de Joves a l'escola salesiana de Valdivia, director de la comunitat salesiana de Concepción, membre del consell provincial dels salesians xilens, director del seminari salesià de Santiago de Xile, i inspector provincial dels salesians a Xile. Va exercir de professor a la facultat de teologia de la Pontifícia Universitat Catòlica de Xile i vicepresident de la Conferència de religiosos xilens, i participà en els capítols generals de la Congregació Salesiana de 1984 i 1990.

### Episcopat

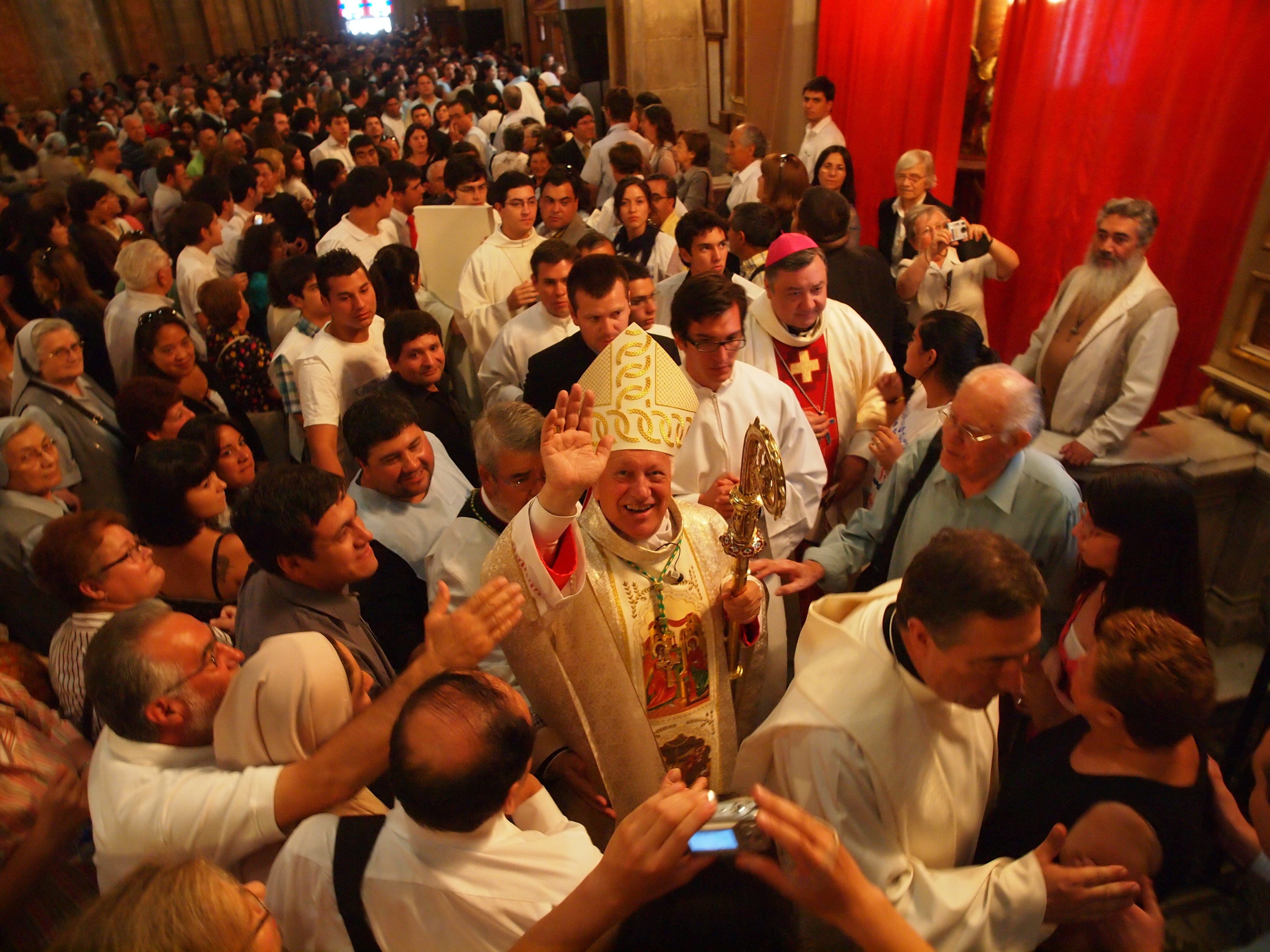
L'arquebisbe Ezzati Andrello saluda els fidels després de la seva missa d'instal·lació

El 1991 va ser nomenat funcionari de la Congregació per als Instituts de Vida Consagrada i Societats de Vida Apostòlica. Va ser nomenat bisbe de la diòcesi de Valdivia el 28 de juny de 1996 pel Papa Joan Pau II. Va ser ordenat bisbe el 8 de setembre de 1996.
El 10 de juliol de 2001 va ser nomenat bisbe titular de La Imperial i bisbe auxiliar de la molt major arquebisbat de Santiago de Xile. Serví com a tal fins al 27 de desembre de 2006, quan va ser nomenat Arquebisbe de Concepción. El 2009, l'arquebisbe Ezzati Andrello va ser nomenat pel Papa Benet XVI, conjuntament amb quatre prelats més, visitadors apostòlics dels Legionaris de Crist. Això va ser després del descobriment que el Pare Marciel Maciel Degollado, el fundador de l'orde i proper a Joan Pau II, era pedòfil. Andrello s'encarregà de la investigació de l'orde a Xile, Argentina, Colòmbia, Brasil i Venezuela, on la Legió té 20 cases, 122 preveres i 122 seminariestes.
Com a arquebisbe de Concepció, Ezzati Andrello tingué un paper crucial en la finalització de la vaga de fam de 82 dies de durada de 34 presoners mapuches, que acabà l'1 d'octubre de 2010.
El Papa Benet XVI nomenà Ezzati Andrello com a arquebisbe metropolità d'Arquebisbe de Santiago de Xile i, com a tal, de facto Primat de l'Església Catòlica a Xile. Substituí el cardenal Francisco Javier Errázuriz Ossa, I.Sch., la dimissió del qual havia estat acceptada a assolir l'edat límit canònica de 75 anys. L'arquebisbe Ezzati Andrello va prendre la responsabilitat de la ciutat de Santiago de Xile el 15 de gener de 2011, durant una missa a la catedral metropolitana. Va rebre el pal·li del Papa Benet com a nou arquebisbe metropolità el 29 de juny de 2011, la solemnitat de Sant Pere i Sant Pau.
El gener de 2014 s'anuncià que seria elevat al col·legi cardenalici en el següent consistori el 22 de febrer de 2014. Va rebre el títol de Cardenal prevere de Santissimo Redentore a Val Melaina.